# Enosuchus
Enosuchus — вимерлий рід сеймуріаморф з Росії в середній/верхній пермі.

## Опис
Скам'янілості цієї тварини є досить фрагментарними та неповними, але на основі порівняння з іншими досить подібними та більш відомими тваринами (Kotlassia, Karpinskiosaurus) припускають, що еносух може мати вигляд, дещо схожий на вигляд сучасної саламандри. Голова була відносно велика і з короткою мордою, а ноги, мабуть, були короткими і досить слабкими.